# 1.000.000
1.000.000, anche noto come One Million, è il quarto singolo di Alexandra Stan estratto dall'album Saxobeats, entrato nelle stazioni radiofoniche rumene il 6 dicembre 2011, ma ufficialmente pubblicato il 20 gennaio 2012, prodotto da Andrè Nemirschi e Marcel Prodan. Il video è stato diffuso il 22 dicembre 2011, in cui appare anche il rapper Carlprit.

## Tracce
Download digitale
1. 1.000.000 (Radio Edit) (con Carlprit) - 3:18
2. 1.000.000 (Maan Studio Remix) (con Carlprit)

Download digitale (Paesi Bassi, Svizzera, Germania e Norvegia)
1. 1.000.000 (con Carlprit) - 3:18
2. 1.000.000 (Rico Bernasconi Remix) - 5:29
3. 1.000.000 (Rico Bernasconi Remix Edit) - 2:38
4. 1.000.000 (Video) - 3:19

## Classifiche
| Classifica (2012) | Posizione massima |
| ----------------- | ----------------- |
| Israele           | 10                |
| Italia            | 34                |
| Romania           | 13                |

## Date di pubblicazione
| Nazione     | Data             | Formato          | Etichetta      |
| ----------- | ---------------- | ---------------- | -------------- |
| Romania     | 6 dicembre 2011  | Digital Download | Maan Studios   |
| Italia      | 20 gennaio 2012  | Digital Download | EGO            |
| Spagna      | 14 febbraio 2012 | Digital Download | Blanco y Negro |
| Giappone    | 21 marzo 2012    | Digital Download | Victor         |
| Paesi Bassi | 13 luglio 2012   | Digital Download | Sony           |
| Svizzera    | 13 luglio 2012   | Digital Download | Sony           |
| Germania    | 13 luglio 2012   | Digital Download | Sony           |
| Norvegia    | 13 luglio 2012   | Digital Download | Sony           |